# なつみ☆
なつみ☆（なつみ、1987年9月10日 - ）は、日本の元AV女優。

## 略歴・人物
2006年にAVデビュー。

## 出演作品
- 制服美少女最終淫悶実験室 37（2006年1月11日、プレステージ）
- Natural（2006年3月31日、シャイ企画）
- naive（2006年4月28日、シャイ企画）
- Frame Graffiti（2006年5月31日、シャイ企画）
- “CHULA”LITY（2006年6月30日、シャイ企画）
- REC 04（2006年8月11日、プレステージ）
- じゅーだいいえで体験記 61 中出し美少女ナツミちゃん（2006年9月1日、プレステージ）
- 連続絶頂ギャルトランス 2（2006年9月21日、ディープス）…共演:白鳥あきら
- 軍服プリーツニーソであります!（2006年10月27日、TMA）…共演:野々宮りん
- 妹萌え日記 なつみ☆（2007年1月13日、マルクス兄弟）
- ハーレムギャル温泉（2007年1月20日、ジェイモデル）共演:美咲沙耶、蒼月ひかり、藤崎優美
- なつみ☆ SPECIAL EDITION （2007年1月26日、シャイ企画）※総集編、未公開映像付き
- 演出ナシ!設定ナシ! 人気AV女優をガチンコ夜這い（2007年3月15日、アレックス）他出演:小峰由衣、藤崎優美